# Feminicidio S.A.
Feminicidio S.A. es un documental español de 2011 que relata la experiencia de las mujeres que han sufrido violencia de género y documenta el femicidio en Guatemala. Una de las protagonistas del reportaje es Mindy Rodas, que poco tiempo después de hablar ante las cámaras de TVE fue asesinada. Fue emitido en el programa En portada de Televisión Española en marzo de 2011. Yolanda Sobero, autora del guion, y la realizadora Susana Jiménez Pons fueron distinguidas por este trabajo con el premio I Premio de Periodismo 'Colombine' Carmen de Burgos

## Contexto
En proporción a su población, unos 14 millones de habitantes, Guatemala es el país con mayor tasa de feminicidios de América y el segundo del mundo, después de Rusia.
En 2001 fueron asesinadas en Guatemala 307 mujeres y en 2010 la cifra ascendió a 838. La ley aprobada en 2008 en Guatemala contra el femicidio y otras formas de violencia contra las mujeres de poco sirve y con frecuencia los asesinatos de mujeres se tratan como una "cuestión doméstica" y queda en la impunidad.
Según el Instituto Nacional de Ciencias Forenses de Guatemala (Inacif), las muertes violentas de mujeres por hechos criminales se mantienen en aumento, ya que en el 2012 practicaron 708 necropsias y en 2015 fueron 766.

### Mindy Rodas
Mindy Rodas es una de las protagonistas del documental en el que explica cómo en 2009 su marido tras cercenarle el rostro: la nariz, los labios, la frente y la barbilla la intentó matar. Finalmente lo logró. Un mes después de contar su experiencia ante las cámaras de TVE fue asesinada. Desde el 17 de diciembre se desconocía su paradero. Desde ese día no contestó más al teléfono. Su madre adoptiva sólo sabía que Mindy le había comentado que había recibido una llamada de alguien que se presentó como un licenciado de Ciudad de Guatemala y que le ofreció ayuda. Los días pasaron y su madre adoptiva denunció sin éxito su desaparición. La respuesta la encontró un mes después en el registro fotográfico de la morgue de la Ciudad de Guatemala. El informe de su necropsia detalla su agonía final: golpeada, amarrada, torturada, asfixiada. Su cuerpo apareció en la Zona 1, junto al cerrito del Carmen, en el centro de la capital, Ciudad de Guatemala, junto al de otra joven.

## Sinopsis
La violencia se ha adueñado de Guatemala en la primera década del siglo XXI. Las muertes violentas de mujeres se han triplicado en estos diez años. El narcotráfico, las pandillas y la delincuencia de todo tipo hacen estragos. En 2010 se registraron más de 2.600 asesinatos. El agresor es, con frecuencia alguien cercano. Mindi Rodas explica su propia historia ante la cámara y muestra el río en el que en julio de 2009 su marido la abandonó desnuda tras cercenarle la cara. Poco después de la agresión su marido Esteban fue detenido por femicidio pero quedó libre porque el juez consideraba que se trataba de lesione graves. Para muchas mujeres la solución es huir de casa y se refugian en las pocas casas de acogida que existen. En el reportaje estas mujeres explican su experiencia en el proceso que han vivido. Los varones buscan la sumisión de las mujeres en una sociedad en la que impera la misoginia. También documenta el trabajo de la Fundación Sobrevivientes. En Chiquimula un municipio especialmente violento se asiste al juicio de un varón acusado de asesinar a una mujer y cómo su delito queda impune. Las madres y padres de varias jóvenes guatemaltecas explican la desaparición de sus hijas. Durante la guerra de Guatemala las mujeres indígenas fueron violadas sistemáticamente. Las armas proliferan en el país. 9 de cada 10 hombres en Guatemala tienen armas. El 98 por ciento de las mujeres son asesinadas por un arma de fuego. En la morgue termina una tragedia y comienza otra. Muchas de las víctimas que llegan no se identifican. El departamento de Guatemala registra más de la mitad de los asesinatos de mujeres. Miguel, sicario miembro de una mara, explica su experiencia en el asesinato indiscriminado: 67 asesinatos, entre ellos 20 mujeres. La violencia contra las mujeres la explica por el "odio que tenía a las mujeres".

## Participantes
En el programa intervienen además de varias mujeres supervivientes de violencia de género: Esperanza Barba,  terapeuta y orientadora familiar; Norma Cruz, presidenta de la Fundación Sobrevivientes; Nicolás García Subdirector de Instituciones Penitenciarias; Luz Méndez, Unión Nacional de Mujeres Guatemaltecas; Mercedes Hernández, Asociación de Mujeres de Guatemala; Rosa Franco, madre María Isabél y Jorge Velásquez padre de Claudina Isabel Velásquez violadas y asesinadas con impunidad, Jorge Cabrera Jefe de Medicina Forense y la activista en derechos humanos Helen Mack.

## Premios
- 2012 Ier Premio de Periodismo Internacional Colombine.[5]